# 馬西索德帕庫尼火山
18°19′0″S 68°48′0″W / 18.31667°S 68.80000°W
馬西索德帕庫尼火山是玻利維亞的火山，位於該國西部，由奧魯羅省負責管轄，屬於安第斯山脈的一部分，海拔高度5,400米，山體由安山岩和英安岩組成。